# Eumops auripendulus
Eumops auripendulus là một loài động vật có vú trong họ Dơi thò đuôi, bộ Dơi. Loài này được Shaw mô tả năm 1800.